# Dekanat Świątki
Dekanat Świątki – jeden z 33 dekanatów w rzymskokatolickiej archidiecezji warmińskiej.

## Parafie
W skład dekanatu wchodzi 7 parafii:
- parafia św. Barbary – Boguchwały
- parafia św. Marcina z Tours – Ełdyty Wielkie
- parafia św. Jakuba Apostoła – Kwiecewo
- parafia św. Małgorzaty – Rogiedle
- parafia św. Mateusza – Różynka
- parafia św. Kosmy i Damiana – Świątki
- parafia św. Jana Chrzciciela – Wilczkowo

## Sąsiednie dekanaty
Dobre Miasto, Łukta, Morąg (diec. elbląska), Olsztyn III – Gutkowo, Orneta